# Evli Pankki
Evli Pankki Oyj  est une  banque d'investissement finlandaise.

## Présentation
Evli est au service des particuliers et des institutions telles que les compagnies d'assurance, les fonds de pension, les organisations, les municipalités et les entreprises. 
En plus des services de gestion d'actifs, Evli offre une variété de services liés au marché des capitaux tels que le courtage d'actions et d'autres produits d'investissement, l'assurance du marché et la recherche en investissement, ainsi que des services de financement d'entreprise. De plus, la société propose des services bancaires et d'investissement pour soutenir les fonds.
Evli accepte les clients privés qui ont des actifs d'au moins 300 000 €.
Fin 2015, Evli a annoncé son introduction à la Bourse d'Helsinki. 
Plus de la moitié des actions avec droit de vote de la série A étaient détenues par les principaux actionnaires, les familles Henrik Anders, Ingman et Thesleff.

## Actionnaires
Au 29 février 2020, les dix plus grands actionnaires de Aktia Pankki étaient:
| #  | Actionnaire              | Actions   | %      |
| -- | ------------------------ | --------- | ------ |
| 1  | Oy Prandium Ab           | 4 754 100 | 19,89% |
| 2  | Oy Scripo Ab             | 4 754 100 | 19,89% |
| 3  | Oy Fincorp Ab            | 2 735 771 | 11,45% |
| 4  | Ingman Group (fi)        | 2 460 000 | 10,29% |
| 5  | Lehtimäki Maunu          | 689 759   | 2,89%  |
| 6  | Hollfast John Erik       | 410 400   | 1,72%  |
| 7  | Tallberg Claes Henrik    | 402 344   | 1,68%  |
| 8  | Moomin Characters Oy Ltd | 379 641   | 1,59%  |
| 9  | Evli Pankki Oyj          | 375 387   | 1,57%  |
| 10 | SLS                      | 220 336   | 0,92%  |